# Haplochromis schubotziellus
Haplochromis schubotziellus е вид лъчеперка от семейство Цихлиди (Cichlidae).

## Разпространение
Видът е разпространен в Демократична република Конго, Танзания и Уганда.